# Nicolas Ellis
Nicolas Ellis, né à Chicoutimi en septembre 1991, est un chef d'orchestre canadien. Il est le fondateur et directeur artistique de l'Orchestre de l'Agora. Il est également collaborateur artistique de Yannick Nézet-Séguin et de l'Orchestre Métropolitain.

## Biographie
Nicolas Ellis est natif de Chicoutimi. Il est le fils du violoncelliste David Ellis et de la violoniste Nathalie Camus, tous deux membres du Quatuor Saguenay, autrefois Quatuor Alcan. D'abord pianiste, Nicolas Ellis a étudié au Conservatoire de Saguenay auprès de Monique Robitaille et Jacinthe Couture, puis à l'Université de Montréal dans classe de Jean Saulnier. Dans la foulée de la grève étudiante québécoise de 2012, Ellis forme avec d'autres étudiants en grève l'Orchestre de la solidarité sociale. Il fonde en 2013 l'Orchestre de l'Agora, ensemble montréalais dont les valeurs fondamentales demeurent l'esprit d'initiative, la collaboration et l'engagement social.
En 2013, il participe à l'Accademia Chigiana de Sienne auprès de maestro Gianluigi Gelmetti. L'année suivante, Nicolas Ellis se perfectionne au Aspen Music Festival avec Robert Spano. En 2015, il complète une maîtrise en direction d'orchestre à la Schulich School of Music de l'Université McGill auprès du chef autrichien Alexis Hauser. De 2015 à 2018, il est le chef d'orchestre assistant de Fabien Gabel à l'Orchestre symphonique de Québec. Récipiendaire de la bourse de carrière Fernand-Lindsay en 2017, Nicolas Ellis est nommé Révélation Classique Radio-Canada pour la saison 2018-2019. À l'été 2019, il agit comme assistant de Valery Gergiev à l'Académie du Verbier Festival.
À la suite de ses engagements auprès de l'Orchestre Métropolitain, Yannick Nézet-Séguin créé spécifiquement un poste de collaborateur artistique pour Nicolas Ellis en 2018. Sa relation avec Nézet-Séguin l'a mené a agir occasionnellement comme chef assistant à l'Orchestre de Philadelphie.
Très actif sur la scène canadienne, Nicolas Ellis a dirigé l'Orchestre symphonique de Québec, les Violons du Roy, l'Orchestre du Centre national des arts, l'Orchestre de chambre I Musici de Montréal, l'Orchestre Métropolitain, l'Orchestre classique de Montréal, l'Orchestre symphonique de Drummondville, le Kitchener-Waterloo Symphony, Symphony Nova Scotia, le Vancouver Symphony Orchestra, le Saskatoon Symphony Orchestra, le Royal Conservatory de Toronto et l'Orchestre des Grands Ballets Canadiens.
Très intéressé par la musique ancienne jouée sur instruments d'époque, Nicolas Ellis a été le chef assistant de Raphaël Pichon et de l'Ensemble Pygmalion à l'Opéra Comique de Paris dans une production de Fidelio de Beethoven, ainsi qu'au Festival d'Aix-en-Provence dans une production de Idomeneo de Mozart.
Nicolas Ellis est lauréat du Prix Goyer Mécénat Musica 2021-2022.
En 2023, il est nommé directeur musical de l'Orchestre national de Bretagne, à compter de la saison 2024-2025, pour une durée de quatre ans.

## Orchestre de l'Agora
Nicolas Ellis a fondé l'Orchestre de l'Agora en 2013, un ensemble désormais reconnu sur la scène montréalaise pour ses concerts artistiquement audacieux et pour son engagement social. L'Orchestre a créé des partenariats avec Les Porteurs de musique, la Fondation Partageons l'espoir et l'Espace Transition de l'Hôpital Sainte-Justine en donnant des cours de musique, des concerts et des ateliers pour les enfants issus de milieux défavorisés et pour les adolescents aux prises avec des troubles psychiatriques. L'Orchestre de l'Agora présente des concerts dans des lieux où les gens n'ont pas accès à la musique, tels que le refuge pour femmes Chez Doris et des foyers pour personnes âgées. En 2021, l'ensemble a créé une série de concerts mensuels à la Prison de Bordeaux, à Montréal.
L'Orchestre de l'Agora a mis sur pied plusieurs concerts bénéfices pour de nombreux organismes humanitaires et environnementaux tels que la Fondation pour l'Alphabétisation, Équiterre, le Journal l'Itinéraire et le Centre Philou. En 2020, l'Orchestre met sur pied le Gala de la Terre avec la philanthrope Bita Cattelan, un évènement qui amasse 138 000$ pour trois organismes environnementaux œuvrant dans l'estuaire du fleuve Saint-Laurent: le Sierra Club, Conservation de la nature Canada et Jour de la Terre. Le 22 juin 2022, l'Orchestre de l'Agora présente à nouveau son Gala de la Terre autour de la 3e symphonie de Gustav Mahler en rassemblant des musiciens de partout à travers le Québec et dont la levée de fonds s'élève à plus de 200 000$.
À l’image de son fondateur et directeur artistique, le répertoire de l’Orchestre de l’Agora est très varié. L’Ensemble a entre autres présenté l’intégrale des concertos brandebourgeois de Bach au Festival Bach de Montréal, l’opéra The Turn of the Screw de Benjamin Britten, le Concerto pour orchestre de Bartok, La Mer de Debussy, les 1ère et 3e symphonies de Mahler. Le partenariat avec l’Atelier lyrique de l’Opéra de Montréal a également mené l’ensemble à s’investir dans le répertoire lyrique, particulièrement dans les opéras de Mozart, mais aussi ceux de Gluck et de Rameau.  